# Championnat de Grèce de football 2017-2018
Navigation
Saison 2016-2017 Saison 2018-2019
La saison 2017-2018 de Super League est la 59e édition de la première division grecque sous sa forme actuelle. Le championnat est composé de 16 équipes qui affrontent successivement les 15 autres à deux reprises sur 30 journées. L'Olympiakos tente de défendre son titre contre quinze autres équipes dont deux promus de deuxième division.
La compétition est finalement remportée par l'AEK Athènes qui remporte son douzième titre de champion, le premier depuis 1994.

## Déroulement de la saison
Le 4 février 2018, après la rencontre Olympiakos - AEK Athènes, remportée par les Athéniens 2-1, le terrain est envahi par les supporteurs, entraînant le changement du score en une défaite 3-0 pour l'Olympiakos.
Avant la rencontre opposant le PAOK Salonique à l'Olympiakos du 25 février 2018, l’entraîneur de l'équipe du Pirée reçoit un objet sur la tête, entraînant l'annulation du match. L'Olympiakos l'emporte sur tapis vert.
À la suite des incidents survenus à la fin de la rencontre entre le PAOK et l'AEK Athènes, le gouvernement grec décide de la suspension du championnat le 12 mars 2018. Celle-ci est levée le 27 mars.

## Équipes participantes
AEK Athènes
Atromitos
Apollon Smyrnis
Panathinaïkos
Paniónios
Légende des couleurs
- Barrages de la Ligue des champions 2017-2018
- 3e tour de qualification pour champions de la Ligue des champions 2017-2018
- 3e tour de qualification de la Ligue Europa 2017-2018
- 2e tour de qualification de la Ligue Europa 2017-2018
- Promu de deuxième division

| Équipe           | Classement 2016-2017 | Entraîneur             | Stade                        | Capacité |
| ---------------- | -------------------- | ---------------------- | ---------------------------- | -------- |
| Olympiakos       | 1                    | Chrístos Kóntis        | Stade Karaïskaki             | 32 115   |
| AEK Athènes      | 2                    | Manolo Jiménez         | Stade olympique d'Athènes    | 70 000   |
| PAOK Salonique   | 3                    | Răzvan Lucescu         | Stade de Toúmba              | 28 700   |
| Panathinaïkos    | 4                    | Marinos Ouzounidis     | Stade Apóstolos Nikolaïdis   | 16 620   |
| Paniónios GSS    | 5                    | Michalis Grigoriou     | Stade Nea Smyrni             | 12 200   |
| AO Xanthi        | 6                    | Milan Rastavac         | Xanthi Arena                 | 7 422    |
| Platanias FC     | 7                    | Giannis Chatzinikolaou | Stade municipal de Perivolia | 4 000    |
| Atromitos FC     | 8                    | Damir Canadi           | Stade Peristeri              | 10 000   |
| PAS Giannina     | 9                    | Giannis Petrakis       | Stade Zosimades              | 8 000    |
| AO Kerkyra       | 10                   | Giannis Matzourakis    | Stade Kerkyra                | 3 000    |
| Panetolikós FC   | 11                   | Traïanós Déllas        | Stade Panetolikós            | 7 000    |
| Asteras Tripolis | 12                   | Savvas Pantelidis      | Stade Theodoros Kolokotronis | 7 616    |
| AEL Larissa      | 13                   | Sotiris Antoniou       | AEL Arena                    | 16 118   |
| APO Levadiakos   | 14                   | José Anigo             | Stade municipal de Levadia   | 6 000    |
| Apollon Smyrnis  | 1 (D2)               | Georgios Paraschos     | Stade Georgios Kamaras       | 14 856   |
| PAS Lamia        | 2 (D2)               | Babis Tennes           | Stade municipal de Lamia     | 6 000    |

## Compétition

### Règlement
Le classement est établi sur le barème de points classique (victoire à 3 points, match nul à 1, défaite à 0).

En cas d'égalité entre 
- 2 équipes: On tient compte de la différence de buts particulière lors de leurs affrontements directs.
- Plus de 2 équipes: On tient compte des résultats entre toutes les équipes à égalité de points.

### Classement
| Rang | Équipe            | Pts  | J  | G  | N  | P  | Bp | Bc | Diff |
| ---- | ----------------- | ---- | -- | -- | -- | -- | -- | -- | ---- |
| 1    | AEK Athènes       | 70   | 30 | 21 | 7  | 2  | 50 | 12 | +38  |
| 2    | PAOK Salonique C  | 64-3 | 30 | 21 | 4  | 5  | 59 | 19 | +40  |
| 3    | Olympiakos T      | 57-3 | 30 | 18 | 6  | 6  | 63 | 28 | +35  |
| 4    | Atromitos FC      | 56   | 30 | 15 | 11 | 4  | 43 | 21 | +22  |
| 5    | Asteras Tripolis  | 45   | 30 | 12 | 9  | 9  | 39 | 24 | +15  |
| 6    | AO Xanthi         | 45   | 30 | 12 | 9  | 9  | 31 | 30 | +1   |
| 7    | Paniónios GSS     | 40   | 30 | 10 | 10 | 10 | 32 | 31 | +1   |
| 8    | Panetolikós FC    | 35   | 30 | 9  | 8  | 13 | 31 | 40 | -9   |
| 9    | PAS Giannina      | 34   | 30 | 7  | 14 | 9  | 31 | 34 | -3   |
| 10   | APO Levadiakos    | 34   | 30 | 8  | 10 | 12 | 23 | 34 | -11  |
| 11   | Panathinaïkos     | 32-8 | 30 | 10 | 10 | 10 | 30 | 30 | 0    |
| 12   | AEL Larissa       | 31   | 30 | 7  | 10 | 13 | 22 | 41 | -19  |
| 13   | PAS Lamia P       | 30   | 30 | 6  | 12 | 12 | 20 | 34 | -14  |
| 14   | Apollon Smyrnis P | 29   | 30 | 6  | 11 | 13 | 23 | 36 | -13  |
| 15   | AO Kerkyra        | 22   | 30 | 4  | 10 | 16 | 19 | 51 | -32  |
| 16   | Platanias FC      | 10   | 30 | 2  | 4  | 24 | 14 | 65 | -51  |

Qualifications européennes
- 1er : qualification pour le troisième tour de qualification de la Ligue des champions 2018-2019
- 2e : qualification pour le deuxième tour de qualification de la Ligue des champions 2018-2019
- 3e : qualification pour le troisième tour de qualification de la Ligue Europa 2018-2019
- 4e et 5e : qualification pour le deuxième tour de qualification de la Ligue Europa 2018-2019

Relégation en deuxième division
- 15e et 16e : relégation

Abréviations
- T : Tenant du titre
- C : Vainqueur de la Coupe de Grèce 2017-2018
- P : Promu de deuxième division
- -2 : Points de pénalité

1. ↑  Le PAOK Salonique se voit retirer trois points à la suite des incidents ayant eu lieu en marge de la rencontre entre le PAOK et l'AEK Athènes du 14 mars 2018, notamment marquée par l'entrée sur le terrain, en fin de match, du président du PAOK Ivan Savvidis, armé d'une arme à feu. Le 29 mars, la fédération grecque décide de retirer trois points au PAOK, d'accorder la victoire à l'AEK sur le score de 3-0 et d'interdire de stade le président Savvidis pour trois années[4].
2. ↑  L'Olympiakos se voit retirer trois points en raison du comportement de ses supporters lors de la rencontre face à l'AEK Athènes le 4 février 2018.
3. ↑  Le Panathinaïkos se voit dans un premier temps retirer deux points avant le début de la saison en raison du comportement de ses supporters lors de la rencontre de barrage face au PAOK Salonique la saison précédente[5]. Le club écope de trois points de pénalité supplémentaire pour des raisons financières, incluant notamment des retards de paiement de certains joueurs, le 11 avril 2018[6]. Un nouveau retrait de trois points est appliqué pour les mêmes raisons le 23 avril[7].

### Résultats
| Résultats (▼dom., ►ext.)                                   | AEK | APS | AST | ATR | KER | LAM | LAR | LEV | OLY | PNA | PNE | PNO | PAOK | PAS | PLA | XAN |
| AEK Athènes                                                |     | 0-0 | 1-0 | 0-1 | 3-1 | 2-0 | 4-0 | 2-0 | 3-2 | 3-0 | 2-0 | 1-0 | 1-0  | 3-1 | 3-0 | 4-0 |
| Apollon Smyrnis                                            | 0-1 |     | 1-3 | 0-3 | 0-0 | 1-1 | 3-0 | 1-1 | 1-0 | 0-0 | 2-1 | 1-1 | 0-0  | 4-3 | 0-1 | 2-0 |
| Asteras Tripolis                                           | 2-0 | 2-1 |     | 0-1 | 4-0 | 1-3 | 3-1 | 2-0 | 1-1 | 1-0 | 0-0 | 0-1 | 3-2  | 1-2 | 4-0 | 1-1 |
| Atromitos FC                                               | 1-1 | 1-1 | 1-0 |     | 4-0 | 3-0 | 1-0 | 1-0 | 2-2 | 1-1 | 0-1 | 0-0 | 0-2  | 0-0 | 4-1 | 1-0 |
| AO Kerkyra                                                 | 0-0 | 2-0 | 1-3 | 1-3 |     | 0-0 | 1-1 | 1-1 | 1-3 | 1-0 | 1-0 | 0-1 | 0-3  | 1-1 | 2-0 | 0-2 |
| PAS Lamia                                                  | 0-1 | 0-0 | 1-0 | 1-1 | 1-0 |     | 0-2 | 1-1 | 0-1 | 1-1 | 2-2 | 1-0 | 0-2  | 2-1 | 2-0 | 0-1 |
| AEL Larissa                                                | 0-0 | 1-0 | 1-1 | 0-0 | 0-0 | 1-1 |     | 1-0 | 0-3 | 0-1 | 4-2 | 0-0 | 1-1  | 1-1 | 1-0 | 1-0 |
| APO Levadiakos                                             | 0-2 | 2-1 | 1-0 | 0-1 | 2-0 | 0-0 | 2-1 |     | 1-1 | 3-2 | 1-2 | 2-1 | 0-0  | 1-1 | 1-1 | 1-0 |
| Olympiakos                                                 | 1-2 | 3-1 | 1-1 | 0-1 | 5-1 | 2-0 | 4-1 | 2-1 |     | 1-1 | 4-0 | 1-0 | 1-0  | 1-0 | 5-1 | 3-0 |
| Panathinaïkos                                              | 1-1 | 1-0 | 1-1 | 1-0 | 4-0 | 2-0 | 2-1 | 0-0 | 1-0 |     | 0-0 | 0-1 | 0-3  | 2-0 | 2-0 | 1-2 |
| Panetolikós FC                                             | 1-4 | 1-1 | 0-2 | 2-2 | 1-0 | 1-0 | 3-1 | 0-1 | 1-4 | 2-0 |     | 1-1 | 0-1  | 1-0 | 3-0 | 1-3 |
| Paniónios GSS                                              | 0-1 | 2-0 | 0-0 | 2-2 | 3-1 | 1-0 | 4-1 | 2-0 | 3-4 | 0-3 | 1-1 |     | 2-2  | 0-1 | 2-1 | 0-0 |
| PAOK Salonique                                             | 0-3 | 3-0 | 2-0 | 2-1 | 3-1 | 4-0 | 3-0 | 5-0 | 0-3 | 4-0 | 1-0 | 3-1 |      | 1-0 | 3-0 | 2-1 |
| PAS Giannina                                               | 0-0 | 0-1 | 0-0 | 2-2 | 2-1 | 1-1 | 0-0 | 0-0 | 3-0 | 2-1 | 1-1 | 1-1 | 1-3  |     | 3-1 | 1-1 |
| Platanias FC                                               | 0-1 | 1-1 | 0-3 | 1-3 | 0-0 | 1-2 | 0-1 | 1-0 | 0-4 | 1-1 | 0-3 | 1-2 | 0-1  | 0-3 |     | 0-2 |
| AO Xanthi                                                  | 1-1 | 2-0 | 0-0 | 0-2 | 1-1 | 0-0 | 1-0 | 2-1 | 1-1 | 1-1 | 1-1 | 2-0 | 0-3  | 3-0 | 3-2 |     |
| - Victoire à domicile - Match nul - Victoire à l'extérieur |     |     |     |     |     |     |     |     |     |     |     |     |      |     |     |     |